# Ab-e Kamari
Ab-e Kamari är ett distrikt i Afghanistan. Det ligger i provinsen Badghis, i den nordvästra delen av landet, 600 kilometer väster om huvudstaden Kabul.
Distriktet beräknades år 2022 ha cirka 86 000 invånare.